# Enation
Enation est un groupe de rock alternatif américain, originaire de Battle Ground, dans l'État de Washington. 

## Biographie
Jonathan et Richard Lee Jackson sont deux frères qui formeront Enatione en 2002. Quelques années plus tard, ils invitent leurs deux amis proches, Michael Galeotti et Daniel Sweatt, à se joindre dans cette nouvelle aventure.
Ride, le premier single du premier album indépendant d'Enation, Identity Theft, devient le thème de Riding the Bullet, un thriller de Stephen King qui met aussi en vedette Jonathan Jackson. Le groupe publie d'autres albums indépendants entre 2007 et 2011, Soul and Story: Volume One, Where the Fire Starts, World In Flight, et My Ancient Rebellion, sans compter d'autres albums live et EP. 
Bethany Joy Lenz, qui jouait Haley James Scott dans la série de CW One Tree Hill enregistre leur chanson Feel This pour la cinquième saison de la série. Après cet épisode, la chanson devient un succès qui atteint le top 10 des chansons rock sur iTunes. Le groupe fait aussi une brève apparition dans la série, jouant Feel This et la chanson-titre de l'album World In Flight.
Aussi en 2008, Enation édite les albums Identity Theft et Where the Fire Starts en une compilation intitulée, Falling Into Sounds: The Early Sessions 2004-2007.

## Membres
- Jonathan Jackson - chant, guitare
- Richard Lee Jackson - batterie, percussions
- Michael Galeotti - piano, claviers
- Daniel Sweatt - basse
- Luke Galeotti - guitare

## Discographie

### Albums studio
- 2004 : Identity Theft
- 2007 : Soul and Story : Volume One
- 2007 : Where the Fire Starts
- 2008 : Falling Into Sounds: The Early Sessions (2004-2007)
- 2008 : World In Fight

### EP et singles
- 2008 : Feel This (feat. Bethany Joy Lenz)
- 2009 : Come Clean (EP)